# Кимрский уезд
Ки́мрский уе́зд — административно-территориальная единица Тверской губернии, существовавшая в 1918—1929 годах.
Кимрский уезд с центром в городе Кимры был образован 2 апреля 1918 года из частей Калязинского и Корчевского уездов из Кимрской, Ларцевской, Ильинской, Суворовской, Николо-Ямской, Паскинской и Печетовской волостей. В его состав также вошли Белогородская и Талдомская волости Калязинского уезда. Первым председателем уездного исполкома был избран Пётр Михайлович Викман. Спустя две недели Тверской губисполком признал новую административную единицу.
В 1929 году Тверская губерния и её уезды были упразднены. Территории Кимрского уезда вошли в состав Кимрского, Бежецкого и Тверского округов Центрально-Промышленной области, позже переименованной в Московскую.
В августе 1929 году на месте Кимрского уезда был образован Кимрский район, но при этом часть его территории отошла к вновь образованным Горицкому и Конаковскому районам.

## Административное деление
По данным на 1 января 1926 года уезд делился на 8 волостей:
- Горицкая. Центр — село Горицы
- Дмитровская. Центр — село Дмитрова-Гора
- Ильинская. Центр — село Ильинское
- Калининская. Центр — село Яковлевское
- Кимрская. Центр — город Кимры
- Корчевская. Центр — город Корчева
- Стоянцевская. Центр — село Стоянцы
- Суворовская. Центр — село Суворово (ныне присоединено к деревне Устиново)